# Эригона (Софокл)
«Эригона» (др.-греч. Ἠριγόνη) — трагедия древнегреческого драматурга V века до н. э. Софокла, текст которой утрачен за исключением двух небольших отрывков (235—236 Radt).
Центральный персонаж пьесы — Эригона, дочь Эгисфа и Клитемнестры. По одной из версий мифа, её единокровный брат Орест, убив мать и Эгисфа, хотел убить и Эригону, но Артемида перенесла девушку в Аттику и сделала своей жрицей. Детали сюжета остаются неизвестными. Римский драматург Луций Акций тоже написал трагедию под названием «Эригона», и существует вероятность того, что это переработка пьесы Софокла.
Существует мнение, что героиней трагедии могла быть другая Эригона — дочь аттического героя Икария.